# 住民の祝祭日
住民の祝祭日（じゅうみんのしゅくさいじつ）とは日本本土復帰前の琉球政府において「住民の祝祭日に関する立法」（1961年立法第85号）により定められた祝日であり、休日になる。日本本土の国民の祝日に相当する。
これまでは住民全体を対象とする法定休日は存在せず、琉球政府職員の法定休日のみが定められていた。「住民の祝祭日」制度導入により、琉球政府職員の法定休日も「住民の祝祭日」に一本化された。
「住民の祝祭日に関する立法」第1条では「自由と平和を求めてやまない琉球住民は、美しい風習を育てつつ、よりよき社会、より豊かな生活を築きあげるために、ここに住民こぞつて祝い、感謝し、又は記念する日を定め、これを「住民の祝祭日」と名づける。」としており、日本の「国民の祝日に関する法律」（昭和23年法律第178号）第1条とほぼ同じ記述になっている。

## 住民の祝祭日一覧
祝祭日は本土復帰直前当時。復帰後は「国民の祝日に関する法律」の祝日に従っている。
| 祝祭日名           | 期日                   | 備考                |
| ------------------ | ---------------------- | ------------------- |
| 元日               | 1月1日                 |                     |
| 成人の日           | 1月15日                |                     |
| 春分の日           | 春分日 （3月21日ごろ） |                     |
| 琉球政府創立記念日 | 4月1日                 |                     |
| 天皇誕生日         | 4月29日                |                     |
| 憲法記念日         | 5月3日                 | 1965年より施行      |
| こどもの日         | 5月5日                 |                     |
| 母の日             | 5月第2日曜日           |                     |
| 慰霊の日           | 6月23日                | 1965年までは6月22日 |
| お盆の日           | 旧暦7月15日            |                     |
| としよりの日       | 9月15日                |                     |
| 秋分の日           | 秋分日 （9月23日ごろ） |                     |
| 体育の日           | 10月の第2土曜日        |                     |
| 文化の日           | 11月3日                |                     |
| 勤労感謝の日       | 11月23日               |                     |

慰霊の日は本土復帰後も沖縄県内限定の公休日として定めてある。

## 皇室慶弔行事に伴う休日
本土において皇室関係の慶弔行事が行われる場合は、その年に限りそれが実施される日を特別に休日として定める法律が作られることになっている。
これは施政権こそないものの日本国の領土であることには変わりないため、立法院において「皇太子明仁親王の結婚の儀の行われる日を休日とする立法」（1959年立法第26号）を満場一致で可決し「皇太子明仁親王の結婚の儀」が行われる1959年4月10日（金）を休日とする措置をとった。

## 琉球政府職員の旧法定休日一覧
「住民の祝祭日」制定前の琉球政府職員の法定休日は以下の通りであった。
- 年の始め - 1月1、2日
- 春分の日 - 春分日
- 琉球政府創立記念日 - 4月1日
- 盆祭 - 旧暦7月15、16日
- 秋分の日 - 秋分日
- クリスマス - 12月25日